# Joachim Marx
Joachim Jerzy Marx, född den 31 augusti 1944 i Gleiwitz, Tyskland, är en polsk fotbollsspelare som tog OS-guld i fotbollsturneringen vid de olympiska sommarspelen 1972 i München.